# Annihilator
Az Annihilator egy kanadai metalegyüttes, amelyet Jeff Waters gitáros alapított az 1980-as évek közepén. A thrash metal népszerűségének csúcsán, 1989-ben kaptak lemezszerződést a Roadrunner kiadótól, és bemutatkozó albumukkal rögtön nagy sikert arattak a stílus rajongóinak körében. A zenekarvezető Jeff Waters mellett kezdettől fogva folyamatosan cserélődik a tagság; hírhedten sok zenész fordult meg az együttesben. A legtöbb albumon a dobot és az éneket leszámítva mindent Waters játszott fel, de 1994 és 1998 között még az énekes is ő volt. 2003-tól bő tíz éven át Dave Padden énekes/gitáros számított az egyetlen állandó tagnak Waters mellett a csapatban, de 2014-es távozása óta újra Waters lett a frontember.
Az Annihilator 1989 óta folyamatosan ad ki lemezeket. Az első két album – az Alice in Hell és a Never, Neverland – a Bay Area-i thrash metalból merített, és Waters jellegzetesen technikás gitárjátékának köszönhetően vált klasszikussá a maga műfajában. Az 1993-as Set the World on Fire-tól kezdve dallamosodni kezdett az Annihilator zenéje. Az együttes népszerűsége Európában és Japánban mindvégig töretlen maradt, az Egyesült Államokban és Kanadában viszont a grunge és az alternatív metal 1990-es évek eleji térnyerése után majd' húsz évig egyáltalán nem koncerteztek.

## Történet

### Korai évek (1984–1988)
Az Annihilatort 1984-ben Ottawában alapította az AC/DC és thrash metal fanatikus Jeff Waters gitáros John Bates énekes-szövegíróval közösen. A zenekart első daluk után nevezték el, amit egy helyi stúdióban rögzített az akkor még csak kéttagú együttes. A felvételen minden hangszeren Waters játszik. 1985-re alakult az első teljes felállás. Elsőként Dave Scott basszusgitáros csatlakozott a zenekarhoz, majd Paul Malek dobos. Elkészült az első Annihilator-demó, a Welcome to Your Death, hat dallal, melyek közül a Back to the Crypt kivételével mindegyik szám felkerült később az első nagylemezükre, illetve az I Am in Command a második albumra. Quebecben, a Val D’Or klubban adták első koncertjeiket, ahol a tíz saját daluk mellett feldolgozásokat is játszottak.
1986-ra csak Waters és a dobos Malek maradtak, miután Bates és Scott is távozott a zenekarból. Waters és Malek kettesben vették fel a következő anyagot. A Phantasmagoria című négyszámos demón Waters death metal stílusban hörgött a dalokban. A demó hihetetlen gyorsan elterjedt, és hatalmas népszerűségre tett szert az akkori kazettacserélgetős korszakban. Több fanzine és heavy metal magazin demós listájának az élére került.
1987 nyarán Waters úgy döntött, hogy Kanada másik felébe, Vancouverbe teszi át a székhelyét. Pár hónappal később itt találkozott Ray Hartmann dobossal. Az egymásra hangolódás után 1988-ban stúdióba vonultak, hogy felvegyenek egy teljes nagylemeznyi anyagot. Hónapokon keresztül dolgoztak, mivel komoly pénzforrások híján csak az üres órákban juthattak be a New Westminster-i Fiasco stúdióba. A munka közben rengeteg énekest kipróbáltak, végül a D.O.A. nevű kanadai punkegyüttes egykori basszusgitárosára(!), Randy Rampage-re esett a választás. A hidrogénszőke punkrocker Rampage érdes hangja jól illeszkedett az Annihilator Metallica- és Exodus-ihlette speed-thrash metal dalaihoz.
Az elkészült lemezanyagra Monte Conner, a Roadrunner kiadó tehetségkutatója csapott le, aki már a Phantasmagoria demó óta kapcsolatban volt Jeff Watersszel. A Roadrunner Records három albumra szóló lemezszerződést írt alá az együttessel. Első lépésként egy kétszámos promókazettát küldtek ki a magazinoknak a Crystal Ann és Alison Hell dalokkal, amely a kedvező kritikáknak köszönhetően megalapozta az album sikerét.

### Roadrunner-korszak (1989–1993)
Az 1980-as évek végén a thrash metal stílus a népszerűsége csúcsán volt. Milliós példányszámokban keltek el a legismertebb thrash metal együttesek (Metallica, Slayer, Megadeth, Anthrax) lemezei, és egy olyan technikás, de mégis fogós dalokkal teli album, mint az 1989 szeptemberében megjelent első Annihilator-album, az Alice in Hell, nem jelentett nagy üzleti kockázatot a Roadrunner Recordsnak. A lemezre többségében a már 3-4 éve érlelt, legjobb számok kerültek fel.
A lemez megjelenésére igazi együttessé kellett formálni az Annihilatort. A basszusgitáros Wayne Darley lett (a lemezen ő csak háttérvokálozik). A másodgitárost nagyon nehezen találták meg; volt, aki csak egy fotó erejéig lett a zenekar „tagja”. A lemez címadó dalához készült videóklipben Antony Greenham szerepelt, de őt hamarosan Dave Scott Davis váltotta, és az Onslaughttal közös Európa-turnéra már vele indult el a zenekar. Európa után az Egyesült Államok és Kanada következett a Testament előzenekaraként. Az album közben a kiadó által eredetileg várt 15-20 ezres példányszámot többszörösen túlteljesítve fogyott a boltokban. A Testament-turné közben Waters meghívást kapott a Megadeth-be, de ő a saját zenekarával akart foglalkozni, és végül Marty Friedman került be a Rust in Peace felvételeire készülő Megadethbe.
1990 februárjában már újra stúdióban volt az Annihilator, egy új énekessel. A távozó Randy Rampage helyére Coburn Pharr (ex-Omen) érkezett. Pharr előrelépést jelentett az Annihilator számára, hiszen nem csak keményen, de dallamosan is tudott énekelni. A szeptember közepén megjelent és Never, Neverland címet kapott második album producere Glen Robinson volt. A Never, Neverland albumot hatalmas várakozás előzte meg a rajongók részéről. Európában és Japánban már önállóan turnézhatott az Annihilator, majd 1991 tavaszán a Judas Priest előzenekaraként a Painkiller-turnén, az akkor még az Annihilatorral egy szinten lévő Pantera társaságában játszottak Észak-Amerika nagyvárosaiban. De míg a turné után a Pantera fejlődése töretlenül folytatódott, addig az alkohol és drogproblémákkal küszködő Annihilatort alig tudták egyben tartani. Waters például egyik napról a másikra próbált meg leszokni az alkoholról, de a szervezete nem bírta a hirtelen elvonást, és a gitáros szívrohammal kórházba került.
Miután Waters jobban lett új dalokon kezdett dolgozni, de újabb tagcserék következtek. Egy fiatal amerikai, Neil Goldberg lett az új gitáros, majd kiszállt az énekes, Coburn Pharr is. A lemezfelvételnek még Ray Hartmann dobossal kezdtek neki, de hamarosan ő is kilépett. Goldberg bostoni barátja, Mike Mangini érkezett a helyére. A lemezen Hartmann és Mangini mellett még egy dobos szerepel – Rick Fedyk az első Annihilator-balladában, a Phoenix Risingban üt. A lemezfelvétel a bemutatkozó albumhoz hasonlóan a Fiasco stúdióban zajlott, ezúttal Max Norman producer irányításával. Az énekesi posztra végül egy fiatal kanadait, Aaron Randallt találták meg.
A Set the World on Fire című harmadik Annihilator-album viszonylag hosszú csend után, 1993-ban jelent meg. A minden korábbinál dallamosabb anyag Japánban lett óriási siker, Európában és Amerikában viszont rendesen megosztotta a rajongókat, akik az első két lemez thrash metalos vonalának követését várták. Ennek ellenére az európai turné, és különösen a hollandiai Dynamo-fesztiválon adott koncert nagy siker volt. A turné végeztével Mike Mangini kilépett, hogy az Extreme-ben folytassa, majd a gitáros Neil Goldberg is távozott.
Négy év után, az amerikai koncertek végeztével a basszusgitáros Wayne Darley szintén elhagyta a zenekart, így a japán turnéra egy teljesen új felállásban indult el az Annihilator. A turnédobos Randy Black lett, basszusgitárosnak Dave Scott Davies (a korábbi gitáros) ugrott be, a gitározást Jeff Waters egyedül oldotta meg, az énekes pedig továbbra is Aaron Randall maradt (igaz, csak a turné befejezéséig).
A három lemezre szóló – és a Set the World on Fire albummal lejáró – szerződést a Roadrunner nem újította meg a zenekarral. Az 1990-es évek elején már az alternatív metal volt a trend a súlyosabb gitárzenék világában, és bármennyire is sokat puhult az Annihilator zenéje, a kiadó nem látott fantáziát új albumokban. 1994-ben Bag of Tricks címen a Roadrunner kiadott egy ritkaságokkal, kiadatlan dalokkal és demófelvételekkel telepakolt gyűjteményest lemezt, majd két évvel később az In Command koncertalbumon két korábbi (egy 1989-es és egy 1990-es) koncert felvételét. 1998-ban majd 2003-ban is kiadták a klasszikus első két lemezt, remasterelt, feljavított hangzással, bónusz dalokkal. 2004-ben pedig a Roadrunner-korszakot összefoglaló The Best of Annihilator válogatás jelent meg.

### Egyszemélyes együttes (1994–1998)
1994-re az alapító Jeff Waters maradt az Annihilator egyetlen tagja. Miután vett egy házat, Paul Blake hangmérnök segítségével saját házistúdió építésébe kezdett. Közel tíz év szünet után újra összejött az eredeti Annihilator énekes John Batesszel. A készülő új dalok demóit Bates stúdiójában rögzítették, és Waters énekelte fel őket. Dobosnak Randy Blacket kérte fel Waters, és ketten rögzítették a King of the Kill albumot. A lemezt ősszel a Music For Nations adta ki, amely három lemezre ajánlott szerződést Watersnek. A turnén ismét Dave Scott Davis basszusgitározott, a dobos pedig Cam Dixon volt.
Az 1996-ban megjelent Refresh the Demon volt az első Annihilator-album, amely Jeff Waters saját stúdiójában, a Watersoundban készült. A King of the Kill lemezhez hasonlóan itt is a Waters-Black duó rögzítette az albumot, illetve négy dalban Davis is szólógitározik. Mindössze egy európai turnét csináltak a lemez promotálására, egy beugrós ritmusszekcióval.
A Music For Nations szerződést az 1997-es Remains című albummal teljesítette Jeff Waters. A kritikusok egyöntetű véleménye szerint ez a lemez az Annihilator pályájának mélypontja. Az anyagot Waters egymaga készítette teljes egészében, egy dobgép segítségével. Súlyos, thrashes, de techno és elektro-hangmintákkal terhelt nagylemez született, amire nyilván hatással volt Waters magánéleti válsága is (válás, költözés, egyedül nevelte a kisfiát, és újra inni kezdett).

### Újrakezdések (1999–2003)
1999-ben az Alice in Hell albummal megismert felállásban alakult újjá az Annihilator: Randy Rampage ének, Jeff Waters gitár, Dave Scott Davis gitár, Ray Hartmann dobok. Egyedül Wayne Darley nem fogadta el a felkérést, helyette Russel Bergquist basszusgitárost vették be. A zenekart újra szerződtette a Roadrunner kiadó, és a Jeff Waters lakásában rögzített Criteria for a Black Widow lemezen természetesen visszatértek a klasszikus első albumot jellemző speed-thrash metal stílushoz. A régi időkhöz hasonlóan a dalszövegek nagy részében újra társszerző volt John Bates.
A lemezt jól fogadta a közönség. Néhány bemelegítő angliai koncert után 2000-ben az Overkill együttessel indult közös Európa-turnéra az Annihilator. A turné közben drogproblémái miatt megváltak Rampage-től, és Waters énekelt a maradék koncerteken. Már a turné közben, Rampage kirúgásakor ajánlkozott az énekesi posztra Joe Comeau, aki akkor éppen az Overkill gitárosa volt, de korábban a kanadai Liege Lordban énekelt. A turné után Waters meghallgatta Comeau-t, aki végül megkapta az állást. A 2001 januárjában megjelent Carnival Diablos című lemezre így csak az énekes személye változott a két évvel korábbi anyaghoz képest. Az új albumot a Sanctuary Records kötelékébe tartozó Metal-Is adta ki. A lemez zeneileg sokféle stílusban kalandozik, és Comeau mindegyikben jól teljesít. A Nevermore-ral közös európai turné során első alkalommal lépett fel Magyarországon az Annihilator.
A következő lemez előtt újabb tagcseréken esett át a zenekar. Ray Hartmann helyére egy másik korábbi tag, Randy Black tért vissza. Az egészségügyi problémák miatt távozó Dave Scott Davis pótlására pedig a Nevermore turnégitárosa, Curran Murphy érkezett. Ebben a felállásban rögzítették a 2002-ben kiadott Waking the Fury albumot. Black dobolásának köszönhetően a német AFM gondozásában megjelent lemez durvább lett, mint elődje. Európában újra főzenekarként turnéztak, de az amerikai kontinensre 1993 óta még mindig nem szerveztek fellépést. Az európai turné különböző állomásain rögzített hanganyagból állították össze a Double Live Annihilation című dupla koncertalbumot, amely 2003 márciusában jelent meg. Joe Comeau júniusban kilépett az együttesből, a helyére a fiatal Dave Padden került, aki az európai metalfesztiválokon debütált az Annihilator frontemberelént. Októberben Randy Black dobos a Primal Fearbe igazolt, majd 2004 januárjában Russel Bergquist basszusgitáros is kiszállt.

### Waters és Padden (2004–napjainkig)
2004-ben ismét új időszámítás kezdődött az Annihilator történetében. Ettől kezdve Jeff Waters és Dave Padden tekinthető állandó tagnak az együttesben. Stúdióban és koncerteken továbbra is egymást váltották a kisegítő dobosok és basszusgitárosok. A Waters-Padden duó első közös munkája a 2004-es All for You album, amely az előző két nagylemezhez viszonyítva egy modernizált, a 21. századra igazított formában mutatta az Annihilatort. A zene a brutális metal és a lírai hangvétel szélsőségei között mozog, amire Dave Padden énektémái is ráerősítenek. A június végén megjelent album felvezetéseként áprilisban az AFM kiadott egy The One című, multimédiás EP-t Európában. Már ennek az EP-nek a borítóját is a magyar Havancsák Gyula (művésznevén Hjules) készítette, aki aztán éveken keresztül rajzolta az Annihilator-kiadványok borítóit.
Az All for You-n Mike Mangini dobol, aki anno 1993-ban a Set the World on Fire album idején volt a csapat tagja. Mangini most csak a lemezfelvételt vállalta, a turnéra egyik tanítványát, Rob Falzano-t ajánlotta maga helyett. A zenekar felkérést kapott, hogy a Rob Halfordot újra a soraiban tudó Judas Priest előzenekara legyenek az európai reunionturné egyes állomásain (Budapesten például nem). Rob Falzano dobos mellé a kanadai Sandor de Bretan szállt be basszusgitározni a ritmusszekcióba, a másodgitáros pedig továbbra is Curran Murphy maradt, aki egyetlen gitárszóló erejéig az albumon is megmutathatta magát.
2005 őszén jelent meg a következő Annihilator stúdióalbum, a tizenegyedik. A Schizo Deluxe címet kapott lemezen egyértelműen egy súlyosabb irányba mozdult el a zene. Itt nyoma sincs olyan balladáknak, mint az előző lemez The One című lírája. A stúdióban Tony Chappelle dobos csatlakozott a Waters-Padden kettőshöz. Amíg Európában folyamatosan jelen volt az együttes, addig az Egyesült Államokban 1993 óta nem koncerteztek, ami a Schizo Deluxe eladási adatain is erősen meglátszott. Az első héten mindössze 340 darab kelt el a lemezből az USA-ban.
2006 februárjában megjelent az Annihilator első hivatalos DVD-je, a Ten Years in Hell, amely a zenekar történetét meséli el a kezdetektől egészen 1999-ig. Ezzel egyidőben egy 23 állomásra tervezett Európa-turnét jelentettek be, továbbá hogy a turnéra visszatér a csapatba Russel Bergquist basszusgitáros, aki 1999 és 2003 között volt az Annihilator tagja. A nyárra tervezett fellépéseket azonban a következő album elhúzódó munkálatai miatt le kellett mondaniuk, csupán a spanyol Metalway fesztiválra repültek át júliusban.
Időközben a zenekar Európában az AFM-től a már a dvd-t is gondozó SPV kiadóhoz szerződött. A szimplán csak Metal címre keresztelt következő Annihilator-albumot így az SPV adta ki 2007 áprilisában. A lemez különlegessége, hogy minden dalában szerepel egy-egy vendéggitáros valamelyik neves metalegyüttesből, mint például Jeff Loomis (Nevermore), Mike Amott (Arch Enemy), Anders Björler (The Haunted, At The Gates), Jesper Strömblad (In Flames), Alexi Laiho (Children Of Bodom), vagy Willie Adler (Lamb of God). A lemezen újra Mike Mangini dobolt.
A lemez megjelenését egy masszív európai turné követte a Trivium vendégeként. A koncerteken négyesben álltak színpadra. Waters mellett Dave Padden is gitárt akasztott a nyakába. A basszusgitáros a turnétárs Sanctity-ből Brian Daemon, a dobos pedig a német Alex Landenburg – lásd még (Luca Turilli´s Rhapsody, Mekong Delta, 21 OCTAYNE) – volt. A több mint 40 állomásos turnét júniusban a Sweden Rock fesztivállal zárták, ahol főzenekarként léptek fel. Szeptemberben a Thrash Domination 07 elnevezésű fesztiválon játszottak Tokióban, majd októberben az Iced Earth európai turnéjának voltak a vendégei. Itt már Ryan Ahoff dobossal és Dave Sheldon basszusgitárossal álltak színpadra. 2008-ban ugyanebben a felállásban koncerteztek tovább. A július 11-i cseh Masters of Rock fesztiválon, 30.000 fős közönség előtt tartott fellépésükről felvétel készült, ami 2009 őszén jelent meg Live at Masters of Rock címmel CD-n és DVD-n.
2009 májusában az Annihilator kiadója, a német SPV csődvédelmet kért a gazdasági világválság okozta pénzügyi nehézségei miatt. Jeff Waters megállapodott az SPV-vel, hogy a koncertvideó kiadásával a szerződést teljesítettnek veszik. 2010 elején a brit Earache lemezkiadóval kötött új szerződést az Annihilator. Május közepén meg is jelent a tizenharmadik nagylemez, amely egyszerűen a zenekar nevét kapta címéül. A dalokat az előző turnékon jól teljesítő Ryan Ahoff dobolta fel, köztük a Van Halen 1980-as Romeo Delight dalának feldolgozását. Az új stúdióalbummal egyidőben az Earache kiadó egy ingyenesen letölthető válogatásalbumot (Total Annihilation) is elérhetővé tett.
A 2010-es nyári fesztiválfellépésekre és az őszi, két hónapos önálló lemezbemutató turnéra Alberto Campuzano, a kanadai Warmachine basszusgitárosa csatlakozott az együtteshez, illetve Carlos Cantatore dobos. Az Earache időközben újra kiadta az Annihilator 1994 és 2002 között megjelent hat stúdióalbumát CD-n és bakeliten.

## Diszkográfia

### Stúdióalbumok
- Alice in Hell (1989)
- Never, Neverland (1990)
- Set the World on Fire (1993)
- King of the Kill (1994)
- Refresh the Demon (1996)
- Remains (1997)
- Criteria for a Black Widow (1999)
- Carnival Diablos (2001)
- Waking the Fury (2002)
- All for You (2004)
- Schizo Deluxe (2005)
- Metal (2007)
- Annihilator (2010)
- Feast (2013)
- Suicide Society (2015)
- For the Demented (2017)
- Ballistic, Sadistic (2020)

### Válogatásalbumok
- Bag of Tricks (1994) – kiadatlan dalok gyűjteménye
- The Best of Annihilator (2004)
- Total Annihilation (2010) – ingyenesen letölthető válogatás

### Koncertalbumok
- In Command (1996) – koncertválogatás
- Double Live Annihilation (2003) – koncertválogatás
- Live at Masters of Rock (2009)

### DVD videók
- Ten Years in Hell (2006) – dokumentumfilm
- Live at Masters of Rock (2009) – koncertvideó

### Boxset
- Triple Threat (2017) – Live at the Bang Your Head!!! Festival (CD/DVD) + Unplugged: The Watersound Studios Sessions (CD)

### Kislemezek
- Stonewall (maxi single, 1991)
- Set the World On Fire (single, 1993)
- Phoenix Rising (single, 1993)
- The One (EP, 2004)

## Tagok

### Jelenlegi felállás
- Jeff Waters – gitár, háttérvokál (1984-napjainkig), ének (1986, 1994-1997, 2015-napjainkig)
- Aaron Homma – ritmusgitár (2015-napjainkig)
- Rich Hinks – basszusgitár (2015-napjainkig)
- Fabio Alessandrini – dobok (2016-napjainkig)

### Korábbi tagok
Énekesek
- John Bates (1984-1985)
- Randy Rampage (1989, 1999-2000)
- Coburn Pharr (1990-1992)
- Aaron Randall (1992-1993)
- Joe Comeau (2000-2003)
- Dave Padden – ének (2003-2014)

Gitárosok
- Anthony Greenham (1989)
- Dave Scott Davis (1989-1991, 1996, 1999-2001)
- Neil Goldberg (1991-1993)
- Curran Murphy (2002-2005)
- Dave Padden (2007-2014)

Basszusgitárosok
- Dave Scott (1985)
- Wayne Darley (1989-1993)
- Russel Bergquist (1999-2003)
- Alberto Campuzano (2010–2014)
- Oscar Rangel (2014–2015)

Dobosok
- Paul Malek (1985-1986)
- Ray Hartmann (1987-1992, 1999-2001)
- Mike Mangini (1993, 2004, 2007)
- Randy Black (1994-1996, 2002-2003)
- Ryan Ahoff (2007-2010)
- Mike Harshaw (2012–2016)

Turnézenészek
- Randy Black – dobos (Set the World on Fire japán turné)
- Dave Scott Davis – basszusgitár (Set the World on Fire japán turné, King of the Kill turné)
- Cam Dixon – gitár (King of the Kill turné)
- Lou Bujdoso – basszusgitár (Refresh the Demon turné)
- Dave Machander – dobos (Refresh the Demon turné)
- Rob Falzano – dobos (All for You turné)
- Sandor de Bretan – basszusgitár (All for You turné)
- Brian Daemon (Sanctity) –  basszusgitár (Metal turné a Trivium vendégeként)
- Alex Landenburg – dobos (Metal turné a Trivium vendégeként)
- Dave Sheldon – basszusgitár (Metal turné az Iced Earth vendégeként)

## Fordítás
- Ez a szócikk részben vagy egészben  az   Annihilator (Band) című német Wikipédia-szócikk fordításán alapul.  Az eredeti cikk szerkesztőit annak laptörténete sorolja fel. Ez a jelzés csupán a megfogalmazás eredetét és a szerzői jogokat jelzi, nem szolgál a cikkben szereplő információk forrásmegjelöléseként.